# Josef Tüshaus
Josef Tüshaus, auch Joseph Tüshaus (* 7. Juli 1851 in Münster; † 21. Oktober 1901 in Düsseldorf), war ein deutscher Maler und Bildhauer.

## Leben
Tüshaus kam im Oktober 1874 an die Kunstakademie Düsseldorf und war hier Schüler von August Wittig. Sein Mitstudent und langjähriger Freund war der Bildhauer Karl Janssen. Von Dezember 1882 bis 1885 hielt er sich mit ihm in Rom auf. Zur Erinnerung an den Besuch des deutschen Kaiserpaares in Düsseldorf im Jahr 1884 schufen beide gemeinsam die Plastik Vater Rhein und seine Töchter, die zunächst nur als Festdekoration in Gips erstellt wurde, in der Öffentlichkeit großen Beifall fand und schließlich 1897 in Bronze und Granit ausgeführt vor dem Düsseldorfer Provinzialständehaus aufgestellt wurde. Wie auch Janssen war er Mitglied im Künstlerverein Malkasten und in der Düsseldorfer Künstler-Vereinigung 1899.
Der Architekt Bernhard Tüshaus war ein Cousin des Bildhauers, ein weiterer Verwandter war der Maler Fritz Tüshaus.

## Werke (Auswahl)

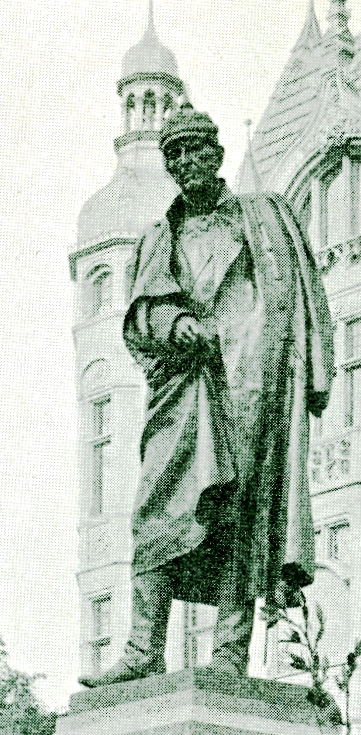
Moltke-Standbild in Düsseldorf

- 1890: Erneuerung des Denkmals für Prinzessin Stephanie von Hohenzollern in Düsseldorf[2]
- 1897: Brunnenplastik Vater Rhein und seine Töchter in Düsseldorf (gemeinsam mit Karl Janssen)
- 1901: Moltke-Standbild für das Moltkedenkmal in Düsseldorf (Nebenfiguren von Bildhauer Joseph Hammerschmidt)

sowie undatiert:
- Allegorie des elektrischen Lichts, in der Sammlung von Wilhelm Girardet in Essen
- Marmorstatue des Heiligen Sebastian, in der Berliner Nationalgalerie
- Gefesselte Amazone